# Sidorki (Białoruś)
Sidorki (biał. Сідаркі, Sidarki; ros. Сидорки, Sidorki) – wieś na Białorusi, w obwodzie grodzieńskim, w rejonie świsłockim, w sielsowiecie Porozów, nad Rosią.

## Historia
W XIX i w początkach XX w. położone były w Rosji, w guberni grodzieńskiej, w powiecie wołkowyskim, w gminie Tołoczmany.
W dwudziestoleciu międzywojennym leżały w Polsce, w województwie białostockim, w powiecie wołkowyskim, do 30 grudnia 1922 w gminie Święcica, następnie w gminie Izabelin. W 1921 miejscowość liczyła 41 mieszkańców, zamieszkałych w 36 budynkach, wyłącznie Polaków. 38 mieszkańców było wyznania prawosławnego i 3 rzymskokatolickiego.
Po II wojnie światowej w granicach Związku Sowieckiego. Od 1991 w niepodległej Białorusi.